# Omphalophora lapponica
Omphalophora lapponica är en tvåvingeart som beskrevs av Frey 1907. Omphalophora lapponica ingår i släktet Omphalophora och familjen snäppflugor.
Artens utbredningsområde är Finland. Inga underarter finns listade i Catalogue of Life.